# Recaptação neuronal

Uma sinapse antes e durante a recaptação. Note que alguns neurotransmissores foram perdidos e não foram reabsorvidos.

Recaptação é o nome que se dá a reabsorção de um neurotransmissor através de um transportador neurotransmissor  de um neurônio pré-sináptico após este ter exercido a função de transmissor de um impulso neural. Tal mecanismo previne atividades prolongadas do neurotransmissor sobre seus receptores, enfraquecendo os seus efeitos.
Como exemplo, temos o neurotransmissor serotonina. É produzida pelos neurônios no cérebro e utilizado por eles para se comunicarem uns com os outros. O neurônio libera a serotonina por meio de exocitose na fenda sináptica.  A serotonina é liberada pelo transmissor até juntar-se ao receptor nas superfícies da membrana pós-sináptica. Então é recolhida pelo transmissor e levada novamente para a membrana pré-sináptica, decomposta e utilizada novamente.
Tal processo é referido como recaptação. Um equilíbrio é alcançado para a serotonina entre a junção dos neurônios próximos. Existem medicamentos que agem como inibidores da recaptação seletiva da serotonina (SSRI) que bloqueiam a recaptação da mesma e assim aumenta o nível de serotonina no cérebro. Exemplos desses medicamentos são: fluoxetina, sertralina, paroxetina e clomipramina.